# 七条警察署襲撃事件
七条警察署襲撃事件（しちじょうけいさつしょしゅうげきじけん）は、1946年（昭和21年）1月24日に京都府京都市下京区で発生した襲撃事件。

## 事件の概要
1946年1月18日、京都府七条警察署は、ヤミ米買出しをしていた朝鮮人を物価統制令違反として現行犯逮捕した。連行途中、犯人は隙を見て逃走、在日本朝鮮人連盟の支部に逃げ込んだ。警察は引渡しを要求したが『我々は戦勝国民である。敗戦国の警察の言うことなど聞かない』として朝連側は拒否した。
1月24日、朝鮮人40人が七条警察署に押しかけ、署長に抗議した。また、終戦直後より朝鮮人と対立していた被差別部落出身の的屋・博徒は、「不良在日外国人、七条署に押しかける」の報に接し、急遽500人が警察の応援に駆けつけた。このとき的屋の側には、朝鮮人排除を助けることで警察に恩を売り、その見返りとして闇市で自分たちへの取締を手加減してもらおうという意図があったとされている。
そして、署長が朝鮮人に手錠をかけられようとしたとき、署員とともに的屋・博徒も署長室になだれ込み、朝鮮人を実力で排除した。
朝鮮人は反撃のために約700人を集結させ、他方、七条警察署側は図越組組長図越利一に応援を要請し図越は子分等を総動員して迎え撃つ準備を整え、そして七条警察署近くの京都駅前で的屋・博徒と大乱闘になった。
警察はMPの出動を要請し、MPが駆けつけたことで漸く沈静化した。
この事件で、被差別部落民1人、朝鮮人数人が死亡、負傷者多数にのぼった。